# Acalles droueti
Acalles droueti é uma espécie de insetos coleópteros polífagos pertencente à família Curculionidae.
A autoridade científica da espécie é Crotch, tendo sido descrita no ano de 1867.
Trata-se de uma espécie presente no território português.